# 柯蒂斯峰
84°56′S 169°36′W / 84.933°S 169.600°W
柯蒂斯峰（Curtis Peaks），是南極洲的山峰，位於杜費克海岸，屬於毛德王后山脈的一部分，從利利山脈的霍爾山向東延伸，現時由南極條約體系管理。